# Phanerophthalmus smaragdinus
Phanerophthalmus smaragdinus is een slakkensoort uit de familie van de Haminoeidae. De wetenschappelijke naam van de soort is voor het eerst geldig gepubliceerd in 1828 door Rüppell & Leuckart.